# Sam Jaeger
Sam Jaeger, född 29 januari 1977 i Perrysburg, Ohio, är en amerikansk skådespelare.
Jaeger har bland annat medverkat i filmerna Lucky Number Slevin, Why Women Kill och Wolf Man.

## Filmografi (i urval)
- 2006 – Lucky Number Slevin
- 2014 – Inherent Vice
- 2018–2022 – The Handmaid's Tale (TV-serie)
- 2019 – Why Women Kill
- 2025 – Wolf Man